# Пои (Гавайи)

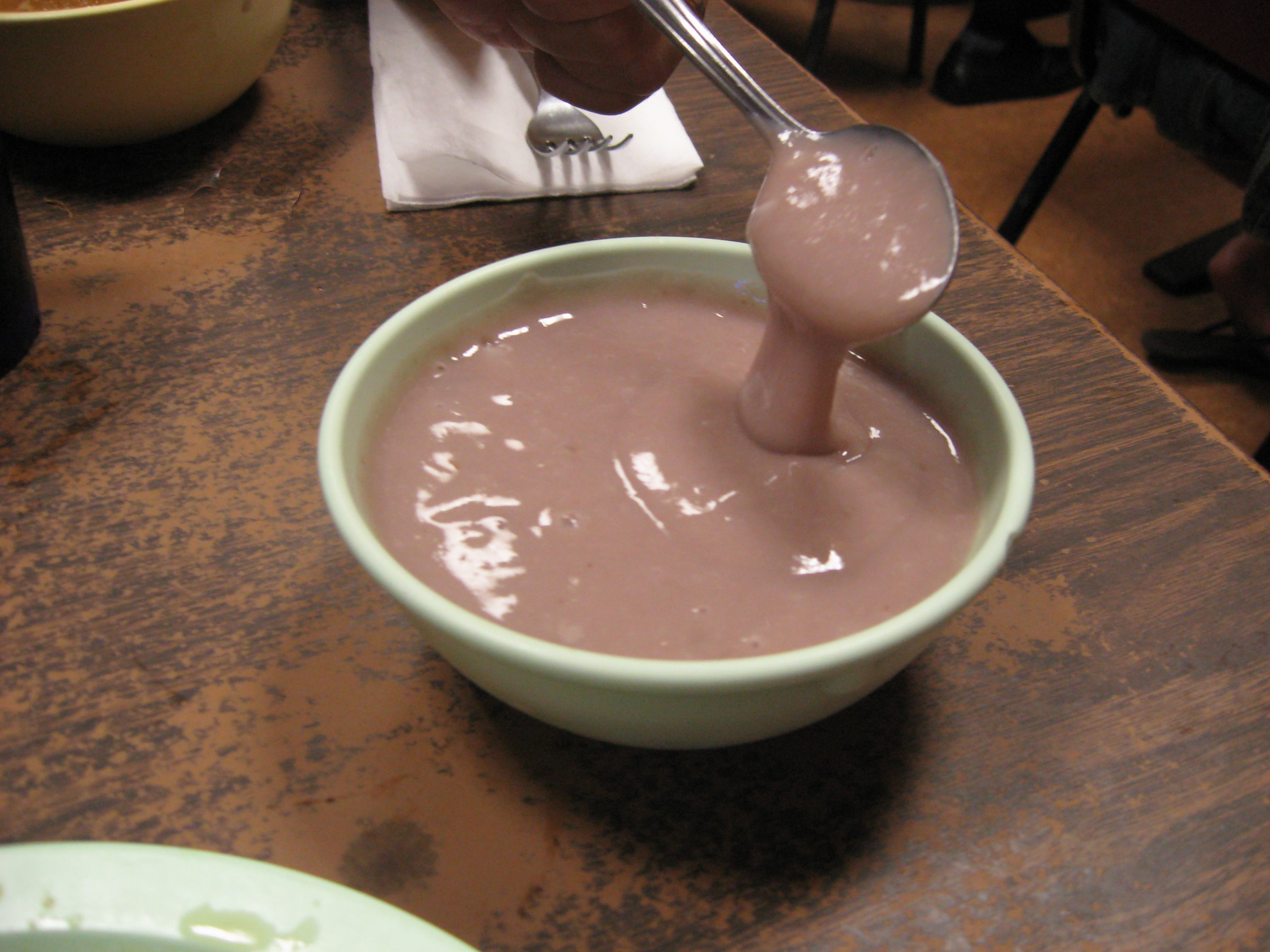
Тарелка с пои

Пои — гавайское название полинезийского традиционного блюда, приготовленного из клубнелуковиц растения таро (известного также как гав. kalo). Пои делают, разминая печёную или варёную на пару клубнелуковицу в очень вязкую жидкую массу. Вода добавляется во время разминания и ещё раз перед едой, для достижения нужной консистенции, которая может варьироваться от жидкой до тестообразной. Пои называют двухпальцевым или трёхпальцевым, в зависимости от того, сколько пальцев понадобится, чтобы есть его (то есть от его консистенции).

## История

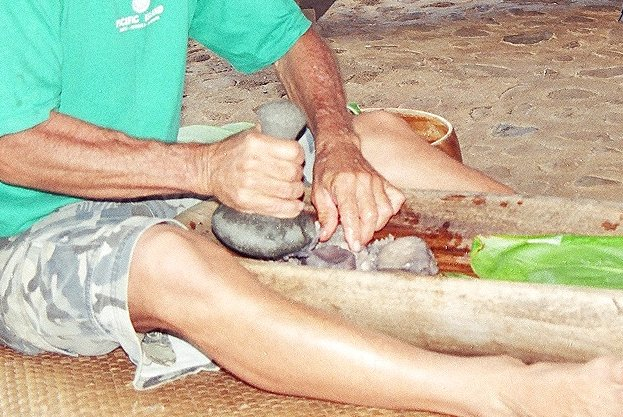
Приготовление пои традиционным способом

Пои считалось такой важной и священной частью повседневной гавайской жизни, считалось: если тарелка с пои стоит не прикрытой на обеденным столе, то в помещении присутствует дух Халоа, предка всего гавайского народа. Поэтому все конфликты между членами семьи должны были немедленно прекратиться.
Недостаточное производство таро в последние годы из-за вредителей и нехватки рабочей силы привели к дефициту и высоким ценам на пои на Гавайях. В то же время, инновации в его производстве привели к тому, что пои остаётся свежим дольше и вкус его более сладкий, но такая продукция, как правило, продаётся по более высоким ценам и требует наличия холодильного оборудования.

## Употребление в пищу
Пои имеет пастообразную текстуру и тонкий вкус, который значительно меняется по прошествии некоторого времени. Свежий пои сладкий, и его можно есть как самостоятельное блюдо, однако с каждым днём он теряет сладость и становится слегка кисловатым. Поэтому многие люди находят пои более вкусным, когда он смешан с молоком и/или сахаром. Скорость этого процесса ферментации зависит от количества бактерий в пои, чтобы замедлить процесс, надо хранить его в прохладном тёмном месте (например, в кухонном шкафу). Если вы собираетесь хранить пои в холодильнике, надо перелить его из магазинного пакета в чашку и покрыть сверху тонким слоем воды, чтобы предотвратить образование корочки.
Кислый пои можно есть с солёной рыбой или с ломи сэмон. Прокисание предотвращается заморозкой или дегидратацией, но такой пои уступает во вкусе свежему продукту. Для оттаивания лучше поместить его в микроволновую печь и налить немного воды поверх замороженного пои. Кислый пои используется также в качестве ингредиента в других блюдах, обычно в выпечке или рулетах, он придаёт им мягкий, кремовый вкус.

## Другое применение
Пои используется в качестве заменителя молока и прикорма для детей, рождённых с аллергией на молочные продукты.

## Похожие блюда
Пои, приготовленный из таро не следует путать с:
- самоанский пои — кремовый десерт из размятых спелых бананов с кокосовыми сливками.
- таитянский po'e — сладким, пудингоподобным блюдом, приготовленным из бананов, папайи или манго, которые варят с маниоком и кокосовыми сливками.